# Bernard Berrian
Bernard Berrian (* 27. Dezember 1980 in Barcelona) ist ein ehemaliger US-amerikanischer American-Football-Spieler auf der Position des Wide Receivers. Er spielte für die Chicago Bears und die Minnesota Vikings in der National Football League (NFL).

## Karriere

### NFL
Die Chicago Bears wählten Berrian 2004 in der 3. Runde des NFL Drafts aus. Er wurde in erster Linie als Ersatzspieler verpflichtet und kam in seiner ersten Saison nur zu sporadischen Einsätzen, bei denen er zwei Touchdowns erzielte. Auch in der Saison 2005 durfte er als Perspektivspieler nur zweimal von Beginn an spielen, eine Verletzung ließ ihn fünf Spiele ausfallen. Ihm gelang in dieser Spielzeit kein Touchdown.
2006 entwickelte sich Bernard Berrian zu einem der effektivsten Wide Receiver im Kader der Bears und Spezialist für weite Pässe. Nach einem verletzungsbedingten Ausfall, der allerdings nur ein Spiel dauerte, kam er nicht mehr ganz so stark zurück. Er wurde dennoch, an den gefangenen Bällen gemessen, hinter Muhsin Muhammad zweitbester Wide Receiver der Chicago Bears. Dem Team gelang der Einzug in den Super Bowl XLI, wo Berrian vier Pässe für 38 Yards fing. In der Saison 2007 gelangen ihm 951 Yards Raumgewinn und fünf Touchdowns.
Im März 2008 wechselte Bernard Berrian zu den Minnesota Vikings, wo er sich direkt einen Stammplatz erkämpfte. Im Spiel gegen seinen alten Arbeitgeber, die Chicago Bears, fing er einen 99 Yards Touchdownpass von Gus Frerotte und stellte damit den alten Rekord ein. Insgesamt war die Saison 2008 seine erfolgreichste, mit 1.000 Yards Raumgewinn und sieben Touchdowns. 2009 gelangen ihm unter Quarterback Brett Favre nur vier Touchdowns und 618 Yards.